# In tutto l'universo
In tutto l'universo è un singolo del gruppo musicale italiano Modà pubblicato il 18 febbraio 2022 come primo estratto dal terzo EP Buona fortuna (parte seconda).

## Video musicale
Il video è un collage di filmati originali realizzati da Kekko Silvestre ed è stato pubblicato in concomitanza del lancio del singolo sul canale YouTube del gruppo.

## Tracce
1. In tutto l'universo – 4:10